# 野人 (未確認動物)
野人（やじん、中国語: 野人、英語: Yeren）とは、未確認動物（UMA）の一種。雪男やビッグフットと同様に、人間に近い体格で二足歩行をし、なおかつ体表が毛に覆われているという外見的特徴を持つとされる。このため、現存する猿人（ラマピテクスなど）あるいは原人ではないかという憶測がなされている。
目撃報告は中国、特に湖北省神農架地区に多く見られている。ただし、捕獲や射殺をしたという伝聞は残っているものの、実際に生物学的な検証が行われた例は知られていない。中国科学院が神農架地区で過去に学術調査を行ったが、野人を発見することはできなかった。中国・湖北省で、野人を追う研究団体HWMRAが、世界中から新たなメンバーを募っている（2010年10月10日現在）。
また、目撃証言も信憑性の低いものが非常に多いとされる。現在では、既存のサルの誤認、狂言説が有力。
中国での野人目撃談は、日本のテレビ番組や雑誌でもしばしば取り上げられ、日本では一般に通用する言葉になっている。このため、伝えられる野人の特徴（毛深い、動物のように身体能力が高い、など）を持つ人に対して、「野人」というニックネームをつけることも行われるようになった。
このニックネームを持つ有名人として、新日本プロレスの中西学、サッカー選手の岡野雅行（ガイナーレ鳥取）が挙げられる。